# صائت ثلاثي

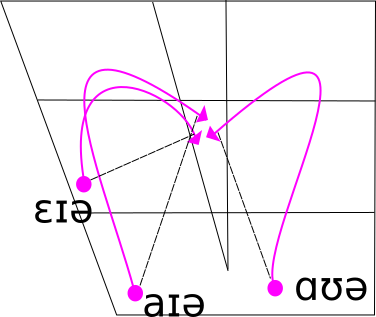

الصائت الثلاثي (باليونانية: τρίφθογγος، تريفثونغوس وتعني له ثلاثة أصوات)‏ هو وحدة صوتية مركبة من ثلاثة مصوتات متعاقبة في مقطع واحد.